# Нишча
Нишча (блр. Ні́шча; рус. Нища) руско-белоруска је река и десна је притока реке Дрисе (део басена Западне Двине и Балтичког мора).
Река Нишча је отока истоименог језера на крајњем југу Себешког рејона Псковске области, одакле тече у смеру југа преко Полацке низије, и улива се након 85 km тока (од тога 65 km преко територије Белорусије) у реку Дрису у Расонском рејону Витепске области.
Типична је равничарска река са бројним меандрима и мртвајама уз речно корито, и са просечним падом од свега 0,3 метра по километру тока (укупан пад од извора до ушћа је 29,1 метар). Укупна пчовршина подручја које отиче ка овој реци је 1.380 km². Најважније језеро кроз које протиче је Межева, а степен ујезерености корита је око 4%.
Ширина речног корита је у просеку између 25 и 30 метара, док је речна долина трапезоидног облика, ширине између 100 и 200 метара. Највиши водостај је половином априла и максимално износи до 5,1 метар (у просеку око 3 метра). Под ледом је од средине децембра до почетка априла.
Хидролошка испитивања водотока обављају се од 1955. године.